# ماريا فرنانديز (لاعب كرة طائرة)
ماريا فرنانديز (بالإسبانية: Marisa Fernández)‏ (و. 1982  م) هي لاعبة كرة طائرة، من إسبانيا، ولدت في إشبيلية، تلعب كليبرو.

## روابط خارجية
- ماريا فرنانديز على موقع الاتحاد الأوروبي (الإنجليزية)
- ماريا فرنانديز على موقع عالم الكرة الطائرة (الإنجليزية)
- ماريا فرنانديز على موقع دوري الدرجة الأولى الإيطالي للكرة الطائرة - سيدات (الإيطالية)